# مات كوكي (رجل أعمال)
مات كوكي (بالإنجليزية: Matt Cooke)‏ هو مقدم تلفزيوني وشخصية أعمال ومنتج تلفزيوني وصحفي بريطاني، ولد في 28 أغسطس 1982 في لندن في المملكة المتحدة.